# 無限斜棟有限公司
《無限斜棟有限公司》（英語：Generation Slash）是由香港電視娛樂有限公司製作的電視劇。本劇由2021年4月5日起，逢星期一至五21:30－22:30，於ViuTV首播。製作特輯《無限斜棟有限公司：即/將/開/業》（Making of SLASH: Opening Soon）在2021年4月3日22:45－23:00，於ViuTV播映。本劇被列入《ViuTV 2021》「原創劇」系列。
本劇編劇為許賢、蘇致豪、熱血皇家創作團(黃洋達)，導演為巢志豪，監製為林淑賢、巢志豪，出品人為魯庭暉。本劇演員包括陳卓賢、黃定謙、盧慧敏、葉童、張嘉年、葛民輝及黃光亮。

## 演員表

### 無限斜棟有限公司
- 前身為陳家晞之父陳振東生前擁有的「全知偵探社」

| 演員   | 角色   | 備註 |
| 盧慧敏 | 陳家晞 | 1996年2月29日／農曆正月十一日出生 「無限斜棟有限公司」老闆 陳振東、葉詠梅之私生女 網名「我妻由乃」，自稱病嬌 自小被父母置於孫曼霞處撫養 孫曼霞之表姨甥兼養女 張諾恆和李展翹之暗戀對象；第二十集成為二人之情人 修讀並取得多種文憑（包括「電競管理文憑」） 於第一集滿24歲生日時，繼承父親生前擁有的「全知偵探社」 於第三集接受陳友誠委託，阻止毛賴明繼續追求李珍珍 於第六集交代曾自殘，第十一集被張諾恆揭發以手繩遮蓋疤痕 第八集起遷往「無限斜棟有限公司」居住 於第十四集向李展翹坦白自己是「我妻由乃」 於第十五集為接近蘇麗馨蒐集證據，參與其劍道班，卻意外受傷，但亦因而和蘇麗馨成為朋友；同集誤會張諾恆在被禁止參與調查後仍進行跟蹤而斥責其 在第十六集重遇葉詠梅；同集因而一氣之下丟棄孫曼霞贈送之耳環，但只尋獲一隻 於第十八集被黃發誤會為林婉婉（林碗碗），被其跟蹤至酒吧並打算迷暈擄走不果 於第十九集被黃發綁架，禁錮在金繆平戲院 於第二十集被張諾恆、李展翹、葉詠梅營救 於第一集出場 |
| 陳卓賢 | 張諾恆 | 1996年2月22日出生 自稱「斜棟青年」（即身兼多職的青年），曾任FOOD TIGER（影射foodpanda）外賣員、歌手、準畫家、準電競選手等 「無限斜棟有限公司」首席調查員；第二十集升為主任 暗戀陳家晞；第二十集成為其情人 李展翹之情敵；第二十集冰釋前嫌並成為其襟兄弟 因討厭李展翹，即使他已經辭任警員，仍經常稱他為「差佬」 於第二集送外賣時，因門牌號碼有誤，誤以為「全知偵探社」是目的地而發現該偵探社，其後佔居該地；同集被委託尋貓，及將「全知偵探社」更名為「無限斜棟有限公司」 於第三集接受陳友誠委託，阻止毛賴明繼續追求李珍珍 於第五集因陳家晞善待李展翹，心有不甘而開始追求陳家晞；同集親吻陳家晞 於第八集訛稱有夢遊，令陳家晞遷往「無限斜棟有限公司」居住 於第十一集發現陳家晞曾自殘，以手繩遮蓋疤痕，繼而勸告她不要再自殘 於第十五集私自以公司名義接下劉俊的委託。但在跟蹤蘇麗馨時被其發現，被她打傷後逃跑，間接令追逐中的蘇麗馨扭傷腳，及後導致劉俊禁止其參與調查，否則將控告「無限斜棟有限公司」違約；同集在家具店購物時意外碰見蘇麗馨，被陳家晞誤以為仍私下進行跟蹤而被其斥責，一氣之下提出辭職 於第十七集以攝影展向陳家晞表白 於第二十集救出陳家晞 於第一集出場 |
| 黃定謙 | 李展翹 | 1996年2月28日出生 前初級警員 「無限斜棟有限公司」調查員；第二十集升為主任 李振中之長子，覺得父親厚此薄彼 李展睿之哥哥 暗戀陳家晞；第二十集成為其情人 張諾恆之情敵；第二十集冰釋前嫌並成為其襟兄弟 於第二集因不滿方中言而辭任警員；同集轉任毛賴明之保鑣 於第四集加入「無限斜棟有限公司」，並暗中阻止毛賴明繼續追求李珍珍；同集與Maggie分手，和因不忍心而告訴毛賴明，陳家晞及張諾恆受陳友誠委託阻止他繼續追求李珍珍一事 於第五集因毛賴明不再需要保鑣而辭職，並正式在「無限斜棟有限公司」工作；同集看到張諾恆親吻陳家晞，卻假裝看不到 於第十集遷往「無限斜棟有限公司」居住 於第十七集向毛賴明借用一隻和孫曼霞贈送陳家晞的同款耳環，欲約陳家晞於情人節表白 於第二十集救出陳家晞 於第一集出場 |

### 其他角色（按出場集數排列）
| 演員   | 角色       | 備註 |
| 郭嘉駿 | 黃 發      | 本劇終極大反派 外星迷及神秘學狂熱者 於第一集在私人地方貼街招時被李展翹及林偉強截查 於第二集因為於2020年3月5日在金謬平戲院外涉嫌非法集結被捕 在第十八集尋求「無限斜棟有限公司」協助尋找失蹤女友林婉婉(林碗碗)，並聲稱鳳凰山女屍案發現的屍體是林婉婉(林碗碗)，及「我妻由乃」一直控制林婉婉(林碗碗)；同集誤認陳家晞為林婉婉(林碗碗)，跟踪她至酒吧打算迷暈並擄走其，但失敗 於第十九集擄走陳家晞，聲稱要和她自焚殉情 於第二十集企圖自焚和陳家晞同歸於盡，但先後被張諾恆棍毆、葉詠梅以玻璃瓶襲擊阻止 於第一集出場 |
| 方志駒 | 林偉強     | 強哥（李展翹專稱） 警員 李展翹之前同事 有兩個女朋友，在她們同意下和她們維持三角關係 於第二集被李展翹連累而指責李展翹不懂觀形察色；同集拘捕黃發及於2020年3月5日在金謬平戲院外聚集的其他外星迷 於第十二集助李展翹調查其父李振中事跡 於第十八集協助「無限斜棟有限公司」調查鳳凰山女屍案屍體身份 第十九集協助尋找陳家晞下落，意外揭發林婉婉同告失蹤 於第一集出場 |
| 張建聲 | 方中言     | 本劇第二大反派 方Sir 高級警司 李展翹、林偉強之上司 李振中之前下屬，因不滿李振中而向李展翹報復，迫他辭職 於第二十集被揭發是林婉婉外遇對象，並在一次爭執中意外殺死對方棄屍鳳凰山，是鳳凰山女屍案兇手，同集被捕 於第一集出場 名字影射方中信 |
| 太 保  | 吳進成     | 進成叔（陳家晞、張諾恆、李展翹專稱） 外星迷 在金謬平戲院與當時為女朋友的進成太一起看電影《第三類接通》；兩人結為夫妻後，每年結婚紀念日在該戲院重看該電影 於第一集委託「無限斜棟有限公司」協助和妻子渡過結婚四十周年紀念日；同集被揭發保存妻子的屍體 於第三集交代自己在第一集欲飲消毒藥水自殺，機緣巧合下聽到張諾恆和陳家晞的爭吵內容而打消念頭 於第二十集協助尋找陳家晞下落 於第一集出場 |
| 陳甘鳳 | 進成太     | 外星迷 在金謬平戲院與當時為男朋友的吳進成一起看電影《第三類接通》；兩人結為夫妻後，每年結婚紀念日在該戲院重看該電影 於第一集被揭發在一星期前去世，但因為吳進成不捨，屍體被保存至40週年結婚紀念日（2020年3月5日） 於第一集出場 |
| 區嘉雯 | 孫曼霞     | 陳家晞之表姨兼養母 於第六集因為讓李南燕帶走趙南菲，被陳家晞誤會並遷怒於其斥責 於第七集被陳家晞揭發心臟病發在家暈倒，第八集被送院證實死亡 於第一集出場 |
| 鍾雪瑩 | 林婉婉     | 外星迷 本名林婉婉，網名是林碗碗，被黃發誤會網名是其真名 陳學禮（本劇未出場）之女友，外遇方中言 於第一集參與2020年3月5日由「無限斜棟有限公司」偽造的「area 52」活動 於第十八集被黃發聲稱是其女友，被「我妻由乃」殺害棄屍鳳凰山 第十九集被揭發早在陳家晞被綁架前兩個月失蹤，第二十集證實因懷有陳學禮骨肉，和方中言爭執時被殺害棄屍 於第一集出場 |
| 關憶雯 | 貓 主      | 於第二集委託張諾恆尋貓（即妹妹） 於第二集出場 |
| 何華超 | 李振中     | 李展翹、李展睿之父 因出身於警察世家，對同樣任職警員的李展翹寄予厚望 方中言之前上司，因作風嚴厲，要求苛刻，與方中言不和 於第二集因李展翹拒絕收回辭職信而掌摑他 於第十二集被發現曾任臥底，化名「大頭佛」，當廖啟泰之手下，並向廖啟泰訛稱李展睿是廖的兒子，掩飾廖的兒子早已夭折，最終於第十四集向廖啟泰道出實情；同集和廖啟泰冰釋前嫌 於第二集出場 |
| 袁綺雯 | 展翹母     | 於第二集轉介李展翹任毛賴明之保鑣 於第四集告知李展翹自己和其父已經移民 於第二集出場 |
| 梁皓恩 | Maggie     | 大興車行職員 李展翹之前女友 非常介意李展翹「裸辭」（即未找到下一份工作便辭職） 於第四集被交代不喜歡李展翹當保鑣，並誤以為李展翹當陪酒員，以他沒有人生規劃為由與他分手（實際上是看不起李展翹的職業） 於第七集以為李展翹仍擔任毛賴明公司高層，企圖求李展翹復合，但遭拒絕 於第二集出場 |
| 葛民輝 | 毛賴明     | 毛生、阿明（李展翹專稱） 富豪 陳友誠之好友兼情敵 李珍珍之好友，追求她，但不知道她已經和陳友誠在一起並準備訂婚 於第二集聘請李展翹為保鑣 於第三集交代自己曾被綁架，在警方與綁匪的槍戰間被流彈擊中頭部而昏迷五年；昏迷期間因物業收租而變得富有 於第四集先後被陳家晞、李展翹及張諾恆灌醉以令自己在李珍珍面前失態而放棄追求她，但失敗；同集為使Maggie難堪而訛稱李展翹為自己公司之財務總監，和以陳友誠委託金額的兩倍價錢，委託陳嘉晞及張諾恆為自己追求李珍珍 於第五集得知李珍珍先追求陳友誠，並要求陳友誠善待李珍珍 於第十七集借出和孫曼霞贈送陳家晞同款耳環予李展翹 於第二十集協助尋找陳家晞下落 於第二集出場 名字諧音「無賴明」 |
| 囡 囡  | 妹 妹      | 失貓 於第二集被報失；同集被張諾恆尋獲 於第二集出場 |
| 林泳淘 | 校務處職員 | 於第二集出場 |
| 黃琛雯 | 小家晞     | 於第二集出場 |
| 游麗敏 | Maggie朋友 | 於第二集出場 |
| 李偉健 | Maggie朋友 | 於第二集出場 |
| 陳子豐 | 陳友誠     | 李珍珍之男朋友，於第五集為其未婚夫 毛賴明之好友兼情敵 於第三集被交代委託陳家晞及張諾恆，阻止毛賴明繼續向李珍珍表白 於第三集出場 |
| 袁富華 | 張國永     | 張諾恆之父 於第三集遷往佛山居住 於第十四集聲稱在佛山被女朋友小雪趕出門口，要回港居住 於第十七集聲稱小雪懷有其骨肉而再度回到佛山 於第三集出場 |
| 陳俞希 | 李珍珍     | 阿珍（毛賴明專稱） 陳友誠之女朋友，於第五集為其未婚妻 毛賴明之好友，被他追求，但在他昏迷五年期間成為陳友誠之女友 於第五集向毛賴明表明是自己先追求陳友誠；同集被交代私下委託陳家晞及張諾恆，處理自己、陳友誠及毛賴明之感情瓜葛 於第三集登場 |
| 林晴茵 | 街舞朋友   | 於第三集出場 |
| 蘇錦煌 | 街舞朋友   | 於第三集出場 |
| 羅洭宏 | 街舞朋友   | 於第三集出場 |
| 陳朗峯 | 街舞朋友   | 於第三集出場 |
| 陳鳳珍 | 紙皮婆婆   | 於第四集出場 |
| 賴國賢 | 車行經理   | 於第四集出場 |
| 陳桂芬 | 李南燕     | 趙太 趙南菲之母 清潔工人 於第五集因趙南菲稱自己並非其母而委託「無限斜棟有限公司」 於第七集承認在趙南菲小時候改嫁而拋棄她；同集在「無限斜棟有限公司」幫助下和趙南菲和好 於第二十集協助尋找陳家晞下落 於第五集登場 |
| 沈殷怡 | 趙南菲     | 原名趙小燕，李南燕親女，陳家晞之大學同學 原iChu帳號「Me is 病嬌」持有人，後更名為「我妻由乃」並與陳家晞共同經營帳號 聲稱自己沒有母親，由外婆照顧，實際是母親趙太因改嫁而拋棄她 於第六集被交代曾吸毒過量昏迷，並有自殘傾向；同集聲稱趙太非其生母，而是腦科醫生，並被其強迫服用舒必利(Sulpiride) 於第七集被揭發因不滿小時被李南燕拋棄而以恐怖電影情節誣衊其非自己生母並禁錮自己；同集在「無限斜棟有限公司」幫助下和李南燕冰釋前嫌 於第二十集協助尋找陳家晞下落 於第五集出場 |
| 蘇麗珊 | 莫梓蕊     | 於第九集尋求「無限斜棟有限公司」協助整理社交網站Ichu帳戶，以面試《鮮文學》文學編輯，同集面試成功，但不久後被告知《鮮文學》已停刊，轉為《鮮假期》員工 於第十集成為Rocky之女友 為討好Rocky而勉強自己攀石，實為自己不喜歡攀石 於第十一集向Rocky表明自己性格，但Rocky沒有介意仍跟她繼續交往 於第二十集協助尋找陳家晞下落 於第九集出場 |
| 陳安立 | Rocky Li   | 《鮮假期》雜誌總編 攀石愛好者 於第十集成為莫梓蕊之男友，第十一集得悉她在社交媒體的形象由「無限斜棟有限公司」偽造，但沒有介意繼續和她交往 於第二十集協助尋找陳家晞下落 於第九集出場 |
| 田宇軒 | 李展睿     | 李振中之子 李展翹之弟 網名「哈里王子」 英國留學離家出走逃回香港 暫住「無限斜棟有限公司」 活躍於社交媒體經常發片 被廖啟泰誤以為是自己兒子，後在第十三集成為廖啟泰的乾兒子 在第十三集意外見到「無限斜棟有限公司」的文件誤以為自己是廖啟泰親兒子而離家出走，並於第十四集聲稱要子承父業跟從廖啟泰入泰興社，但實情是他早已知悉真相，和「無限斜棟有限公司」合作引李振中道出真相之計 於第十二集出場 |
| 黃光亮 | 廖啟泰     | 泰哥 叱咤一時剛出獄的幫會辦事人 於第十二集委託「無限斜棟有限公司」尋回失散十五年的好兄弟大頭佛及其十五歲兒子；同集懷疑李展睿為自己兒子及「無限斜棟有限公司」欲收錢後隱瞞此事 於第十三集成為李展睿的乾爹 於第十四集知悉自己骨肉早已夭折；同集和李振中冰釋前嫌；最終被交代因腦癌病逝 於第十二集出場 |
| 譚凱倫 | 阿細       | 廖啟泰之女友，已逝 15年前被李振中追捕時意外流產 於第十三集出場 |
| 吳家麗 | 蘇麗馨     | Stella、Elsa（Anna專稱） 劍道教練 劉俊妻子，被其懷疑出軌，實際上是因為和劉俊育有一女天恩，但意外遇溺身亡的原因，非常責怪劉俊和自己一直沒有放下，直至劉俊找來Anna打點家務，被Anna打開心扉，發展了一段同性戀情 於第十五集被張諾恆跟蹤，發現其後被其打傷右腿；同集因陳家晞加入劍道班並受傷送其往醫院；同集在畫廊與Anna的親密互動被張諾恆目睹 於第十六集被陳家晞對質，向她透露其與Anna的關係；同集因要和劉俊開辦結婚三十週年結婚派對而邀請陳家晞出席便於照顧Anna 於第十七集識破劉俊與陳家晞等人設的局，並在劉俊逼供下不得不說出多年來自己的感受，同集表示並沒有因為坦白了而釋懷，反而更加痛苦 於十八集表示既不選擇劉俊也不選擇Anna，只想做好想做的事，將前往英國深造畫畫，臨行和劉俊共同支付委託案件費用，並拜託陳家晞將自己畫的Anna的肖像畫轉交，以答謝其曾經的陪伴 於第十五集登場 |
| 高翰文 | 劉 俊      | 香港東龍大學經濟學教授 蘇麗馨丈夫 於第十五集懷疑妻子出軌，繼而委託「無限斜棟有限公司」調查；同集得悉張諾恆跟蹤失敗並打傷其妻而下令禁止張諾恆參與調查，否則將控告「無限斜棟有限公司」違約 在第十六集得知蘇麗馨和Anna的戀情 在第十七集決定和蘇麗馨分居 於第十八集和蘇麗馨共同支付委託案件費用 於第十五集登場 |
| 李傑樺 | STEAM HUI  | 畫廊保安主管 張諾恆與家晞展翹二人反目後,於畫廊任職保安,任職期間被主管STEAM HUI處處刁難,諾恆在上班時間用手機偷拍蘇麗馨,被STEAM HUI發現並將諾恆解僱 於第十五集出場 STEAM HUI為本劇集編劇許賢的別名 許賢=許煙=STEAM HUI |
| 蔡宛珊 | Anna       | 劉俊和蘇麗馨的傭人，但和蘇麗馨有一腿 於第十五集登場 |
| 葉 童  | 葉詠梅     | Emma 陳振東之舊情人 陳家晞之母 蘇麗馨之舊同學 於第十六集回港 於第十八集拜祭孫曼霞；同集交代因和Michael所生之子Thomas意外因車禍逝世，回港遠離傷心地；及陳家晞為她意外和陳振東所生之女 於第二十集救出陳家晞 於第十六集登場 |

## 每集列表
| 集數   | 首播日期 | 標題                 | 備註   |
| ------ | -------- | -------------------- | ------ |
| 2021年 |          |                      |        |
| 01     | 4月5日   | 網路傳聞             |        |
| 02     | 4月6日   | 改革古老偵探社       |        |
| 03     | 4月7日   | 邀請加盟             |        |
| 04     | 4月8日   | 奇蹟甦醒後           |        |
| 05     | 4月9日   | 展開逆襲反擊         |        |
| 06     | 4月12日  | 普通尋人委托         |        |
| 07     | 4月13日  | 黑夜逃亡大龍鳳       |        |
| 08     | 4月14日  | 孤兒三人組           |        |
| 09     | 4月15日  | 三角關係日趨激烈     |        |
| 10     | 4月16日  | 偽造社交網絡痕跡     |        |
| 11     | 4月19日  | 面對假身份的壓力     |        |
| 12     | 4月20日  | 全新委託             |        |
| 13     | 4月21日  | 不能回首的人生階段   |        |
| 14     | 4月22日  | 一起解開心結         |        |
| 15     | 4月23日  | 入不敷支             |        |
| 16     | 4月26日  | 被邀出席結婚週年派對 | 結局篇 |
| 17     | 4月27日  | 忠誠的面對自己       | 結局篇 |
| 18     | 4月28日  | 前所未有的委託       | 結局篇 |
| 19     | 4月29日  | 愛情選擇題           | 結局篇 |
| 20     | 4月30日  | 金謬平戲院           | 大結局 |

## 評價
直至2022年2月上旬，此劇在豆瓣網的評分為6.5分，共有99人評價。

## 軼事
- 本劇為許賢及蘇致豪繼《仇老爺爺》後，再度參與製作的ViuTV電視劇。
- 本劇為葉童、黃光亮之首部ViuTV電視劇，亦為張嘉年之首部香港電視劇[3]。
- 本劇為盧慧敏及陳卓賢首次領銜主演的ViuTV電視劇；兩人因拍攝本劇，自2020年起成為情侶[4]。
- 劇集中，無限斜棟有限公司是位於工業大廈（柴灣工業城），而主角則先後居住於此。但根據香港法例，工廈不可擅自用作居住用途。否則屋宇署可根據《建築物條例》進行相關的執法行動。[5]

## 記事
- 2020年9月6日：劇組舉行開鏡拜神活動[6]
- 2021年3月31日：本劇演員陳卓賢、盧慧敏、黃定謙、太保、吳家麗、葉童、黃光亮、陳桂芬、蘇麗珊、沈殷怡及監製巢志豪出席記者會[7]

## 外部連結
- ViuTV：《無限斜棟有限公司》 （页面存档备份，存于）
- ViuTV：《無限斜棟有限公司：即/將/開/業》
- 豆瓣电影上《無限斜棟有限公司》的資料 （简体中文）
- YouTube上的《無限斜棟有限公司》主題曲《#自由散步》MV發放！

## 電視節目的變遷
| 香港 ViuTV 星期一至五 21:30－22:30                                 | 香港 ViuTV 星期一至五 21:30－22:30               | 香港 ViuTV 星期一至五 21:30－22:30 |
| ------------------------------------------------------------------ | ------------------------------------------------ | ---------------------------------- |
|                                                                    | 無限斜棟有限公司 （2021年4月5日－2021年4月30日） |                                    |
| 最後一屆口罩小姐選舉（非戲劇節目） （2021年3月22日－2021年4月2日） | 優雅的朋友們 （2021年5月3日－2021年6月4日）      |                                    |